# Le Buisson-de-Cadouin

Le Buisson-de-Cadouin este o comună în departamentul Dordogne din sud-vestul Franței. În 2009 avea o populație de 2.143 de locuitori.

## Evoluția populației
| An        | 1975  | 1982  | 1990  | 1999  | 2006  | 2009  |
| --------- | ----- | ----- | ----- | ----- | ----- | ----- |
| Populație | 2.078 | 2.061 | 2.003 | 2.075 | 2.114 | 2.143 |